# حفل توزيع جوائز الغولدن غلوب السبعون
جوائز الغولدن غلوب السبعين

يناير 13، 2013
فيلم - دراما: 

آرجَو
فيلم - موسيقي أو كوميدي: 

البؤساء
مسلسل تلفزيوني - دراما: 

أرض الوطن
مسلسل تلفزيوني - موسيقي أو كوميدي: 

فتيات
مسلسل تلفزيوني قصير أو فيلم تلفزيوني 

تغيير اللعبة (فيلم)
حفل جوائز الغولدن غلوب السبعين(بالإنجليزية: 70th Golden Globe Awards)‏ هو حفل لتكريم أفضل الأفلام والبرامج التلفزيونية في 2012. أقيم الحفل في 13 يناير 2013 في فندق بيفرلي هيلتون في بيفرلي هيلز، كاليفورنيا وعرض على الهواء مباشرة على NBC وDubai One وMBC4 في الشرق الأوسط وشمال أفريقيا. قدمت الحفل الممثلتان تينا فاي وآيمي بولر.

## ترشيح أكثر من مرة

### افلام
- 7 ترشيحات – لينكون (فيلم 2012)
- 5 ترشيحات– آرجَو وجانغو متحرر
- 4 ترشيحات– البؤساء (فيلم 2012)و المعالجة بالسعادة (فيلم ) وزيرو دارك ثيرتي
- 3 ترشيحات– حياة باي (فيلم) وصيد السلمون في اليمن (فيلم)

### تلفاز
- 3 ترشيحات العائلة الحديثة
- 2 ترشيحات 30 روك (مسلسل أمريكي)و نظرية الانفجار العظيم (مسلسل)و إختلال ضال (مسلسل)

### افلام
- 3 جوائز– البؤساء (فيلم 2012)
- جزائتين – آرجَو وجانغو متحرر

## وصلات خارجية
- حفل توزيع جوائز الغولدن غلوب السبعون على موقع IMDb (الإنجليزية)

- الموقع الرسمي
- 70th Golden Globe Awards at هيئة الإذاعة الوطنية